# Cité de l’espace
Koordinaten: 43° 35′ 12,9″ N, 1° 29′ 35,8″ O

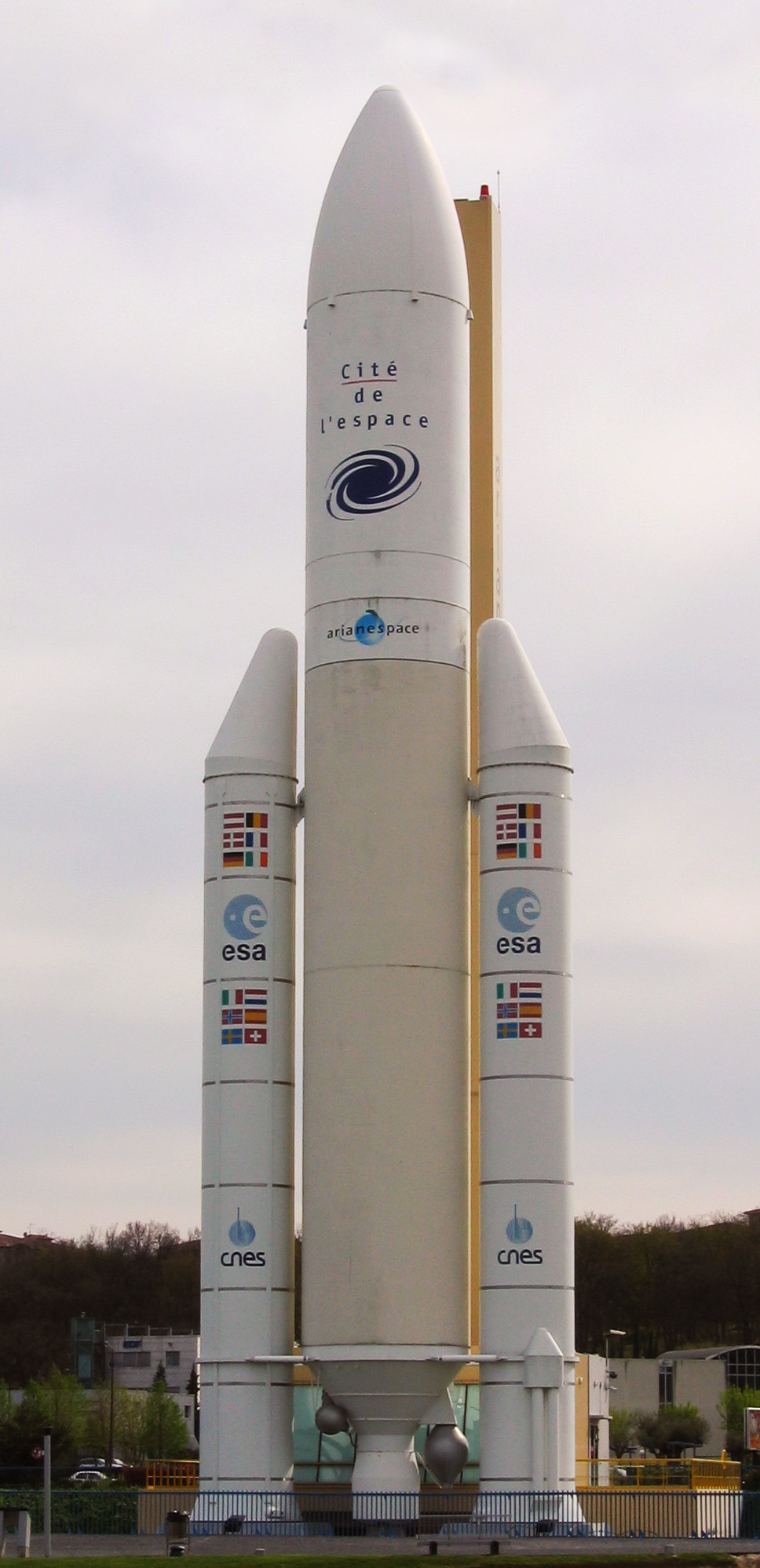
Das 55 Meter hohe Modell der Ariane 5

Die Cité de l’espace, auf Deutsch etwa „Weltallstadt“, ist ein Themenpark in der südfranzösischen Stadt Toulouse, der europäischen Hauptstadt der Luft- und Raumfahrt.
Die Cité de l’espace ist eine wichtige Sehenswürdigkeit von Toulouse und wurde 1997 eröffnet. Sie ist eine Mischung aus Themenpark und Erlebnispark. Es wird viel Wissenswertes über das Sonnensystem, Satelliten bis zur jüngsten Weltraumstation dargestellt und zum Teil zum Ausprobieren angeboten.

## Attraktionen
Schon von weitem sieht man den genauen Nachbau der Ariane 5, der wie die echte Rakete 55 Meter hoch ist. Die Ariane überragt den auf 3,5 Hektar angelegten Park mit 2000 m² Ausstellungsfläche. Seit dem 29. August 2019 beherbergt der Park auch ein Modell der chinesischen Mondsonde Chang’e-4 mit ihrem Rover Jadehase 2 in Originalgröße, ein Geschenk der Herstellerfirma China Aerospace Science and Technology Corporation.
Am 19. September 2019 fand die offizielle Einweihungsfeier mit Yang Baohua (杨保华, * 1962) statt, dem für Monderkundung zuständigen Stellvertretenden Generaldirektor von CASC.
Im Hauptausstellungsgebäude ist die Entwicklung der Weltraumeroberung zu entdecken und die Fortschritte der Forschung nachzuvollziehen. Interaktive Systeme stellen plastisch dar, wie Satelliten gebaut und ausgesetzt werden, wie die Wettervorhersage funktioniert, wie die Telekommunikation das Leben erleichtert und die Pioniere all dieser Bereiche ihre Erfindungen gemacht haben. Modelle von Mir-Modulen zeigen bis ins Detail das Alltagsleben der Astronauten.
Ein IMAX-Kino mit einem von den Astronauten der ISS gedrehten Film, ein Planetarium sowie eine Welthalbkugel, in der man dank einer dreidimensionalen Videoprojektion in die Vergangenheit reist und die Entwicklung der Erde vom Urknall bis zur Gegenwart verfolgen kann, gehören zu den Hauptattraktionen.
Die Cité de l’espace wurde von der Stadt Toulouse in Zusammenarbeit mit dem Verkehrsministerium, dem Kulturministerium, der französischen Raumfahrtagentur CNES, EADS, ASTRIUM und vielen anderen realisiert.